# Nya Karolinska Solna

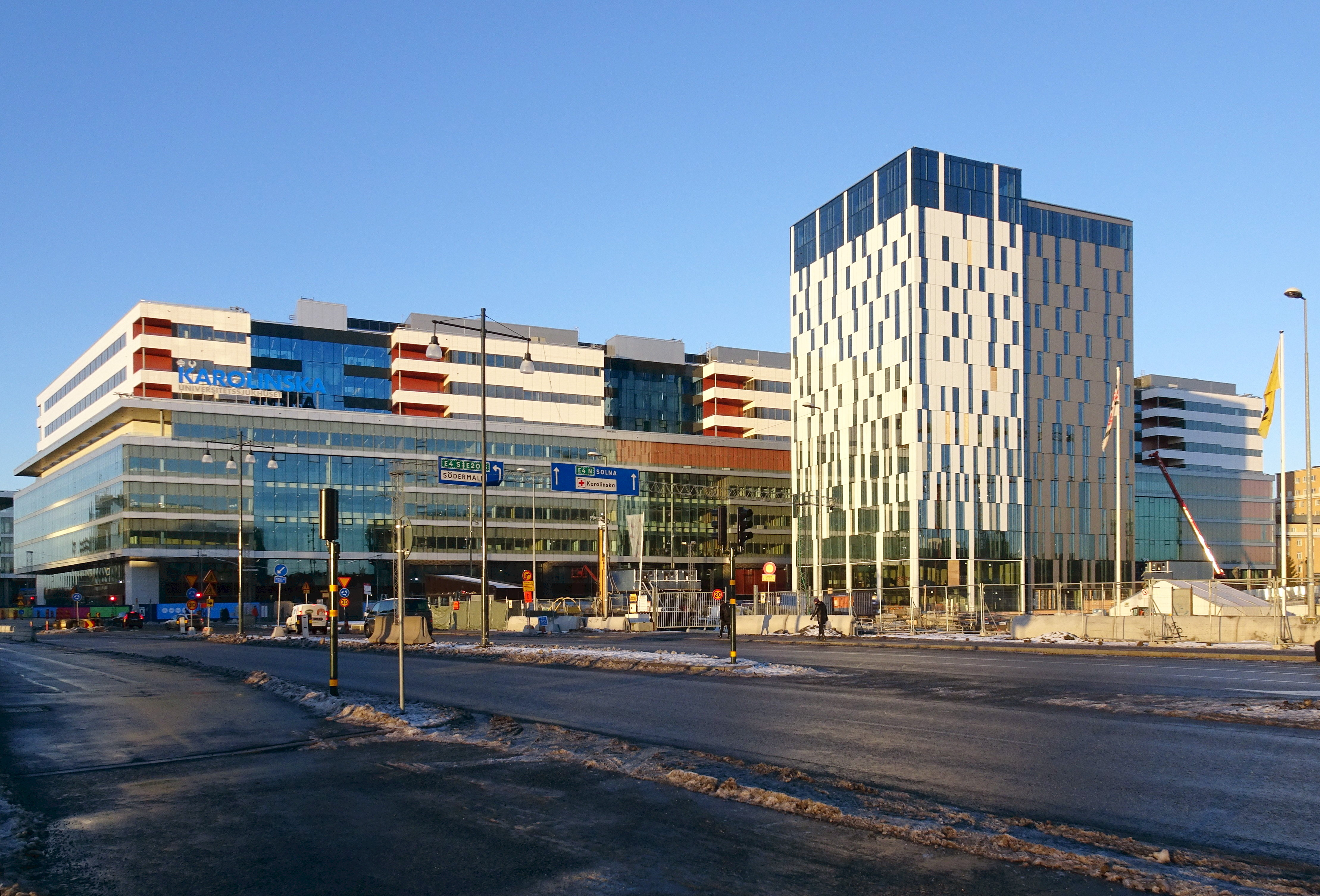
Nya Karolinska Solna och Elite Hotel Carolina Tower, december 2016.

Nya Karolinska Solna (NKS) var namnet på det byggprojekt som syftade till att skapa ett nytt modernt sjukhuskomplex för verksamheterna på Karolinska universitetssjukhuset i Solna. NKS används ibland felaktigt som ett namn på Karolinska universitetssjukhuset i Solna, men är alltså bara Region Stockholms namn på projektet.  
Sjukhusbyggnaden togs i drift 2016 och de första patienterna togs emot i november. Flytten av vårdverksamheter från de gamla klassiska tegelbyggnaderna till den nya byggnaden var avklarad i oktober 2018. Sjukhuskomplexet ligger inom sydvästra delen av det område som utgör Karolinska universitetssjukhuset i Solna och den norra delen av den nya stadsdelen Hagastaden, på gränsen mellan Solna och Vasastan i Stockholms innerstad. 
Karolinska universitetssjukhuset driver verksamheten som har fokus på specialiserad och högspecialiserad sjukvård, nära kopplat till utbildning och forskning.

## Planering

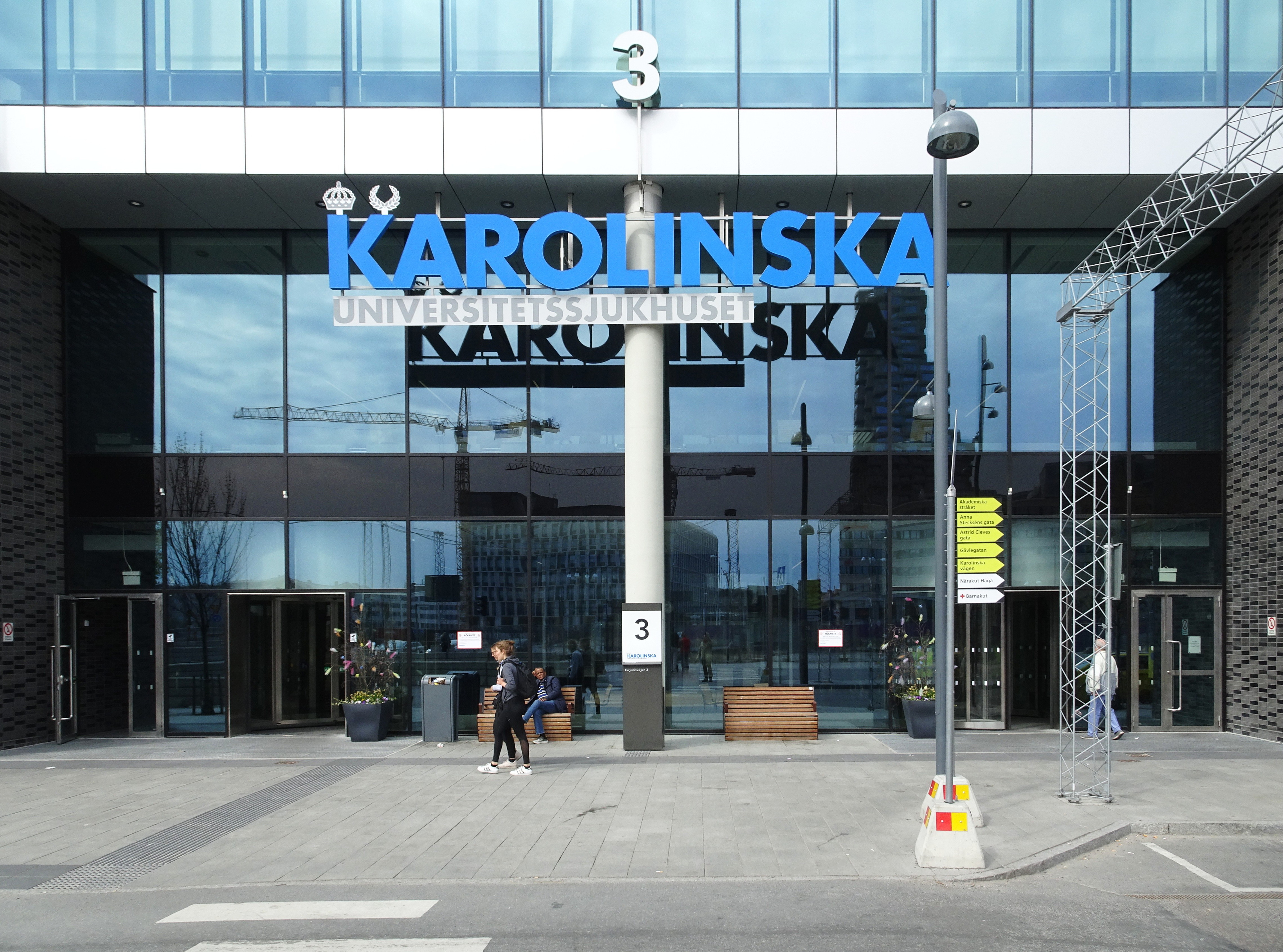
Huvudentrén i april 2019.

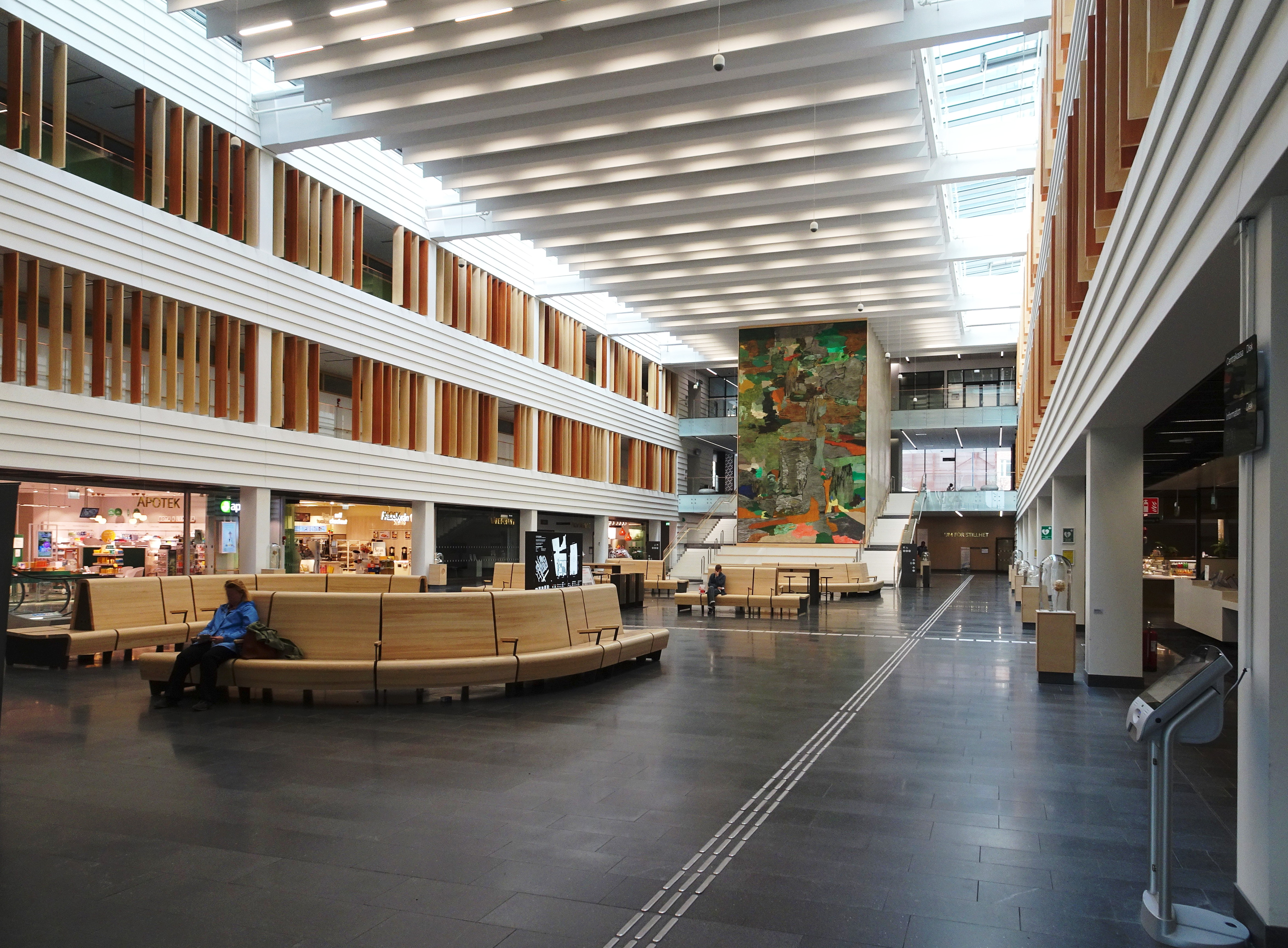
Entréhallen i april 2019.

År 2001 tillsatte Stockholms läns landsting (numera Region Stockholm) SNUS-utredningen (Stockholms Nya Universitetssjukhus) kring behov och möjligheter att skapa ett nytt universitetssjukhus. SNUS följdes av 3S-utredningen (Stockholms Sjukvårdsstruktur). Dessa låg till grund för landstingets beslut år 2005 att gå vidare i planeringsprocessen och en formgivningstävling utlystes.
En jury utsåg 2006 det vinnande förslaget från White arkitekter, som beslutades av landstingsstyrelsen. Därefter inleddes arbetet att vidareutveckla förslaget till ett projektprogram. 2008 beslutade landstingsfullmäktige att under projektnamnet Nya Karolinska Solna bygga det nya sjukhuskomplexet med projektprogrammet som utgångspunkt. Upphandlingen genomfördes genom OPS (offentlig-privat samverkan).
Efter ett anbudsförfarande som inleddes i mars 2009 beslutade landstingsfullmäktige den 4 maj 2010 att ett konsortium med den svenska byggkoncernen Skanska och brittiska investmentbolaget Innisfree får i uppdrag att finansiera, uppföra och driva det nya sjukhuset. Servicetjänster som fastighetsunderhåll och liknande ska skötas av Coor Service Management. Byggnaden utformas av White Tengbom Team, ett samarbete mellan Tengbom arkitekter och White arkitekter och bygger på Whites ursprungliga förslag. Installationer projekteras av Sweco och ÅF. Regionen äger fastigheten och har ansvar för vårdverksamheten. Upphandlingen har kritiserats för bristande konkurrens.

## Bygget och idrifttagande
Den 3 september 2010 tog kronprinsessan Victoria det första spadtaget för den nya sjukhusbyggnaden i Solna. Hon hade dock ingen spade utan utlöste en sprängladdning. Söndagen den 20 november 2016 invigdes de första avdelningarna på Karolinska Universitetssjukhuset i Solna. Under 2018 togs hela sjukhuset i drift.
Det har totalt 550 vårdplatser, varav 84 intensivvårds- och intermediärvårdplatser, samt 90 dagvårdplatser. Dessutom skapas 79 platser i ett närliggande patienthotell. Det beräknade patientflödet är 1 600−1 800 patientbesök per dag, varav 10−20 % akuta patienter. Sjukhuset beräknas för 6 000 medarbetare, samt ett 1 000-tal forskare och studenter. Verksamhetsarean (BTA, bruttototalarea) blir 318 000 kvadratmeter nybyggnadsarea (BTA), med möjlighet till expansionsytor.
Investeringskostnaden, det vill säga kostnaden för själva bygget är 14,5 miljarder kronor. Regionen betalar sammanlagt 52 miljarder kronor (i löpande penningvärde motsvarar det 27 miljarder i 2010 års penningvärde) i vederlag till konsortiet (projektbolaget) för projektering, bygge, drift, underhåll, nödvändiga reinvesteringar samt servicetjänster som t.ex. städning och transporter under avtalstiden 2010−2040. Vederlagets årliga summa är drygt 1,6 miljarder, från det att sjukhuset står klart 2017 till att avtalet går ut 2039 (sammanlagt 43 miljarder), plus ca 9 miljarder totalt i samband med att de olika byggnaderna överlämnades (2014, 2015, 2017). Den valda lösningen innebar att konsortiet har ansvar för projektering, bygge, drift och underhåll av anläggningen under hela kontraktstiden. Regionen står som ägare till sjukhuset.

## Kritik mot bygget
Kritik har riktats mot valet att finansiera bygget med så kallad Offentlig-privat samverkan, en slags offentlig upphandling där såväl bygget och senare även underhållet och driften tilldelas ett privat företag. En brittisk studie visar att dessa slags OPS projekt kan leda till kostnader mer än 70 procent högre än om de finansieras direkt av skattemedel.
Utöver detta har den omfattande användningen av externa konsulter även väckt kritik. Ett amerikanskt konsultbolag, BCG, anlitades och snittkostnaden för dessa konsulter visade sig sedan vara kring 700 000 kronor i månaden. Sedan 2010 har mer än en miljard kronor lagts på externa konsulter, varav runt 257 miljoner av dessa är till BCG. Av dessa saknar runt 80 procent avtalsenliga fakturaspecifikationer på sjukhuset. En misstanke om jäv uppstod runt 2017 då avslöjanden från DN visade att personen anställd som produktionsdirektör, Andreas Ringman Uggla, var en tidigare anställd på BCG. Många av de felaktiga fakturorna har även honom som referens. Han lämnade sin post i januari 2018. Efter att Alliansen och finanslandstingsråd Iréne Svenonius först röstat ned oppositions krav om extern granskning, anlitades slutligen advokatbyrån Setterwalls för en extern granskning. Rapporten fann att den interna styrningen och kontrollen av upphandlingar varit "usel", men att inga otillbörligheter kunde styrkas vad beträffade Ringman Uggla. Däremot fann rapporten att jäv hade förekommit då Iréne Svenonius röstat ned den tidigare externa granskningen då hennes make Jan Svenonius var upphandlingschef på Karolinska sjukhuset.
Turerna kring bygget och upphandlingarna av konsulttjänster togs upp i reportageboken Konsulterna.

## Bilder

Sjukhuset under uppförande
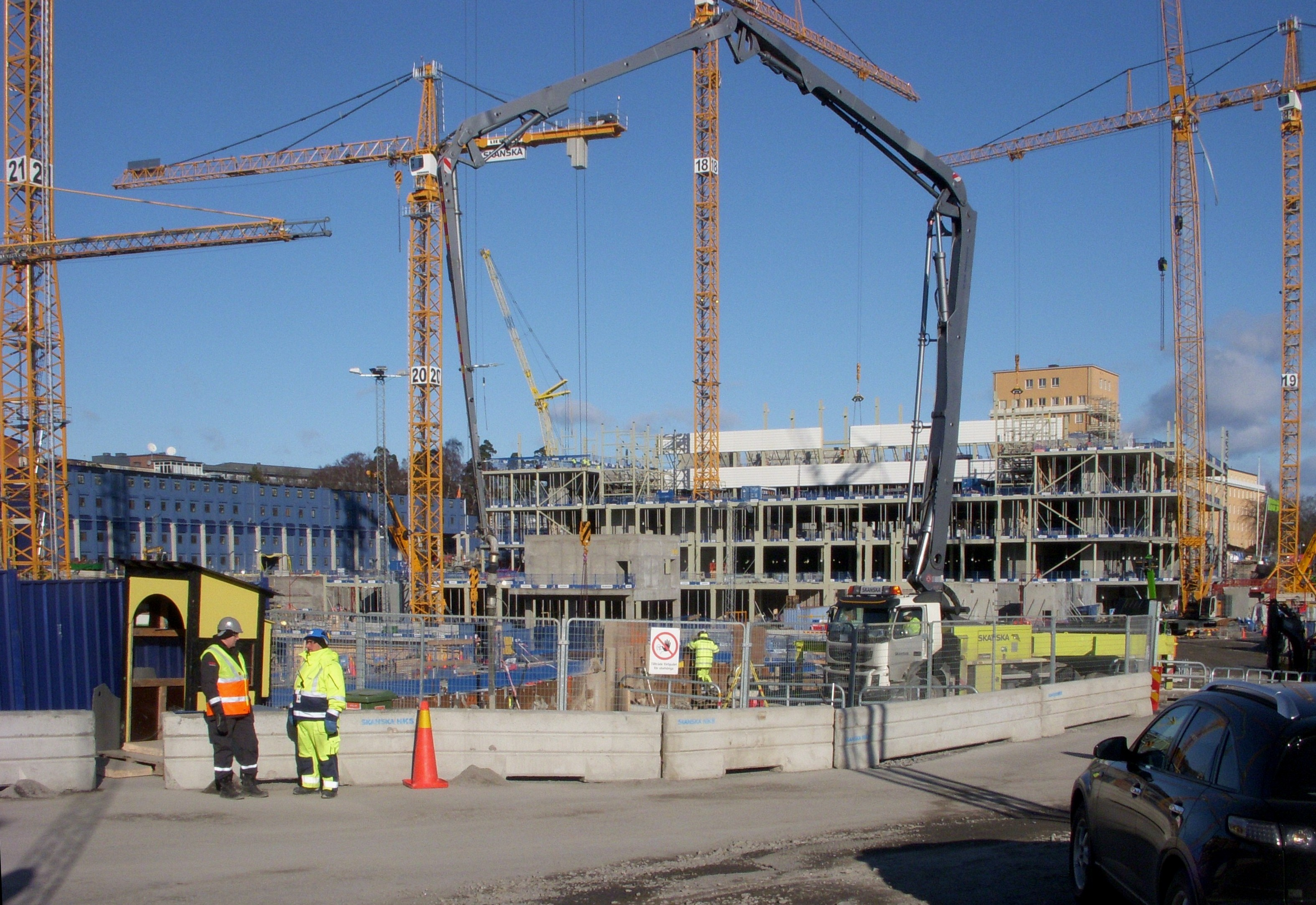
Bygget i februari 2012
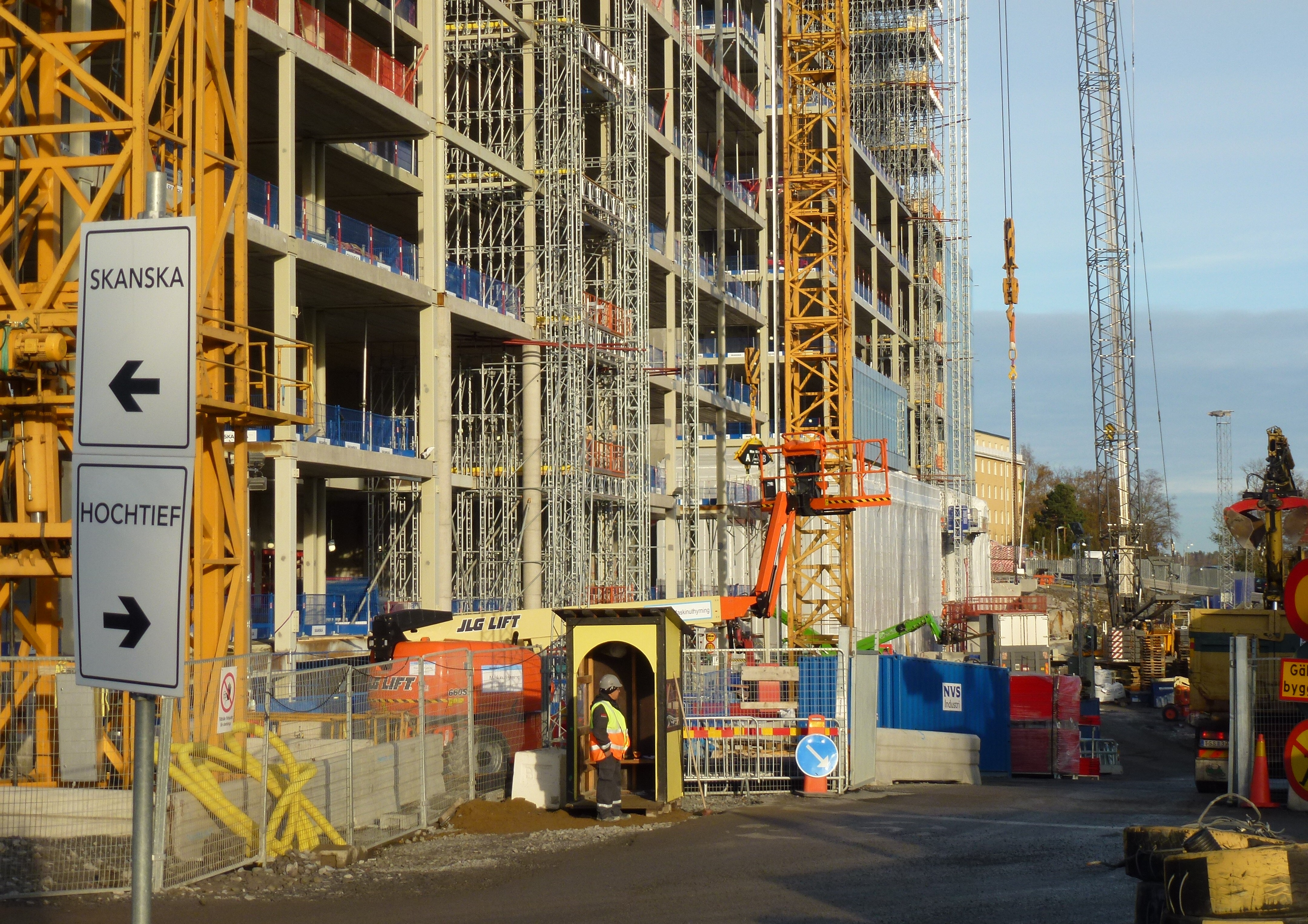
Bygget i oktober 2012
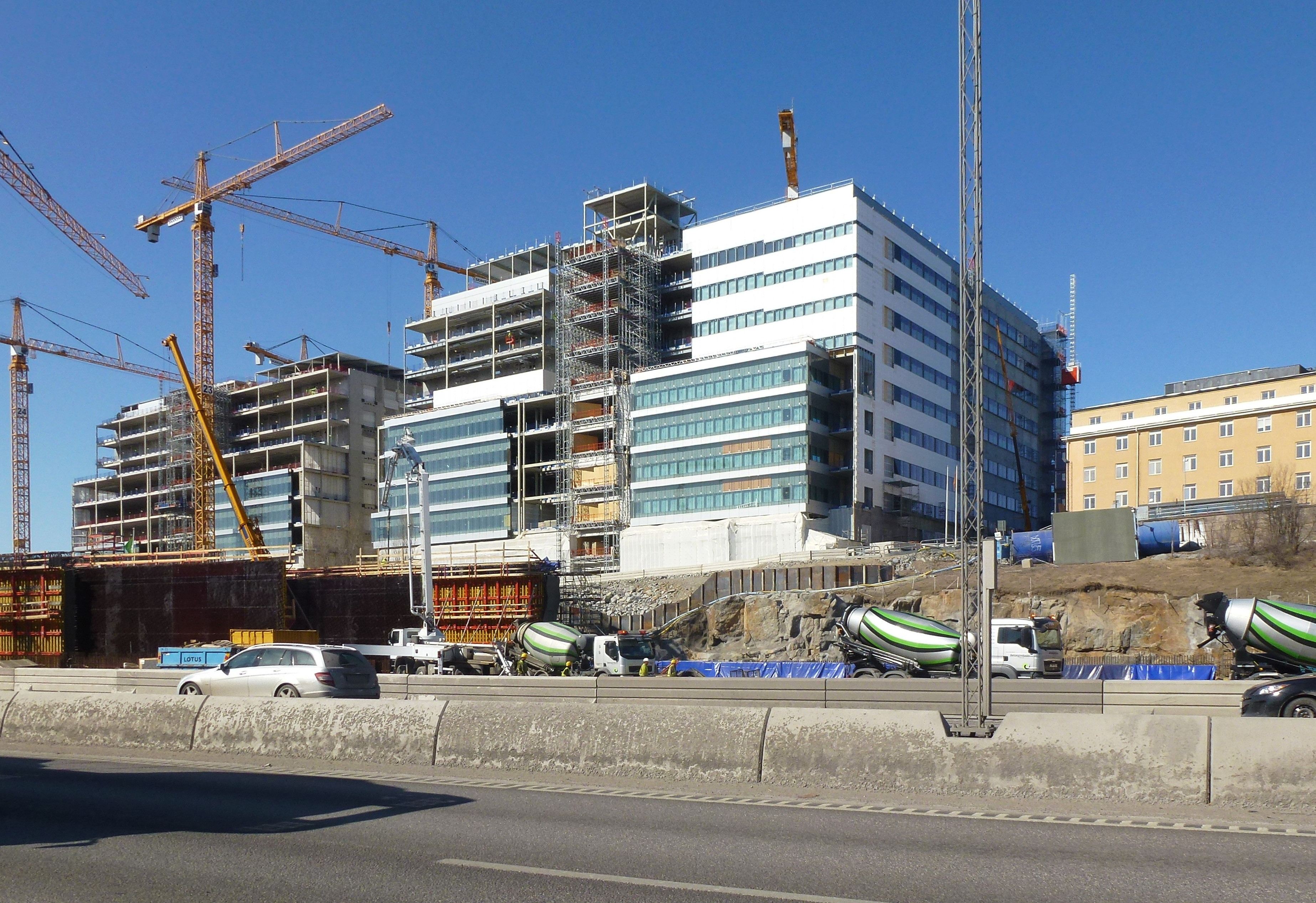
Från Norra länken i april 2013
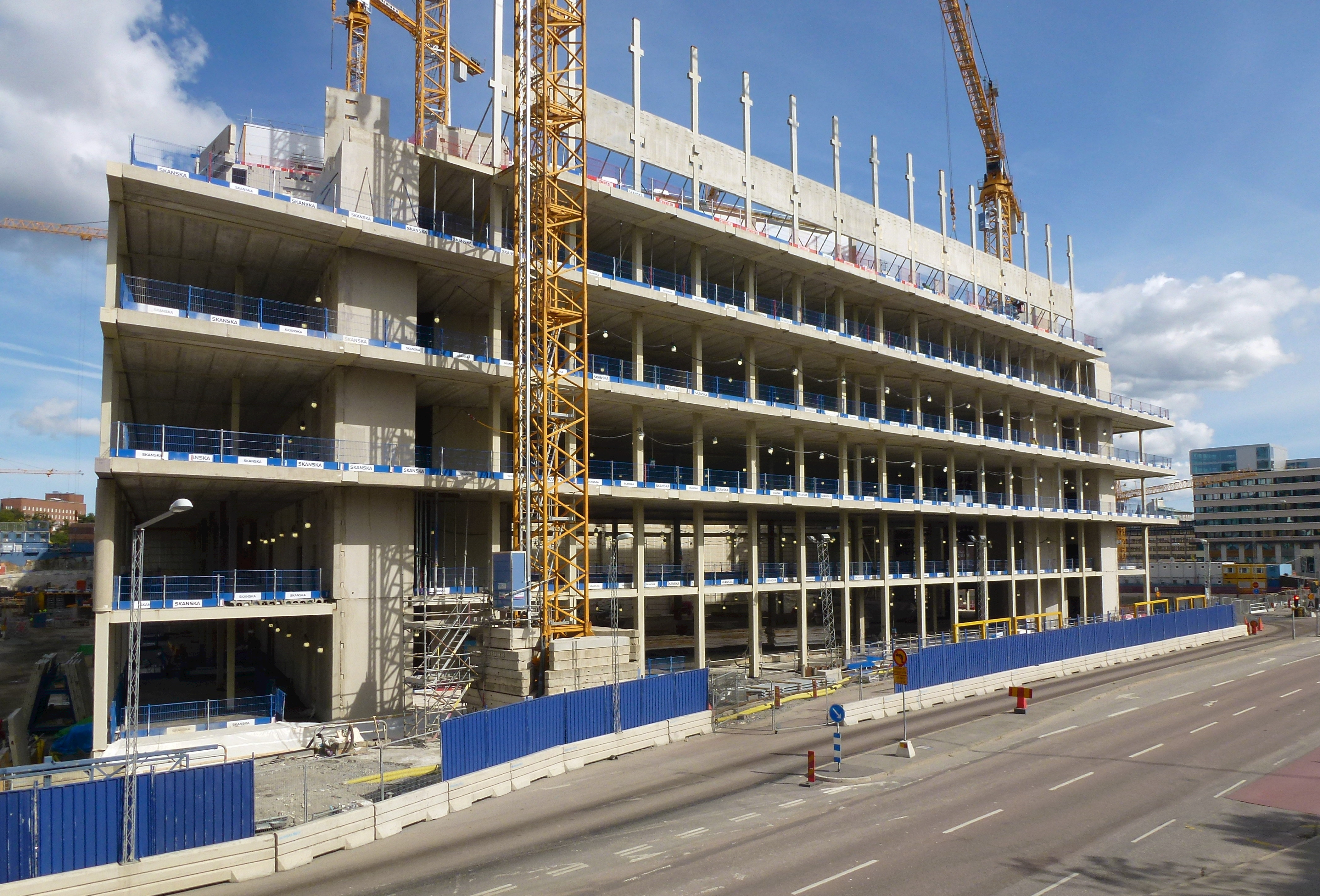
Fasad mot Solnavägen i augusti 2013
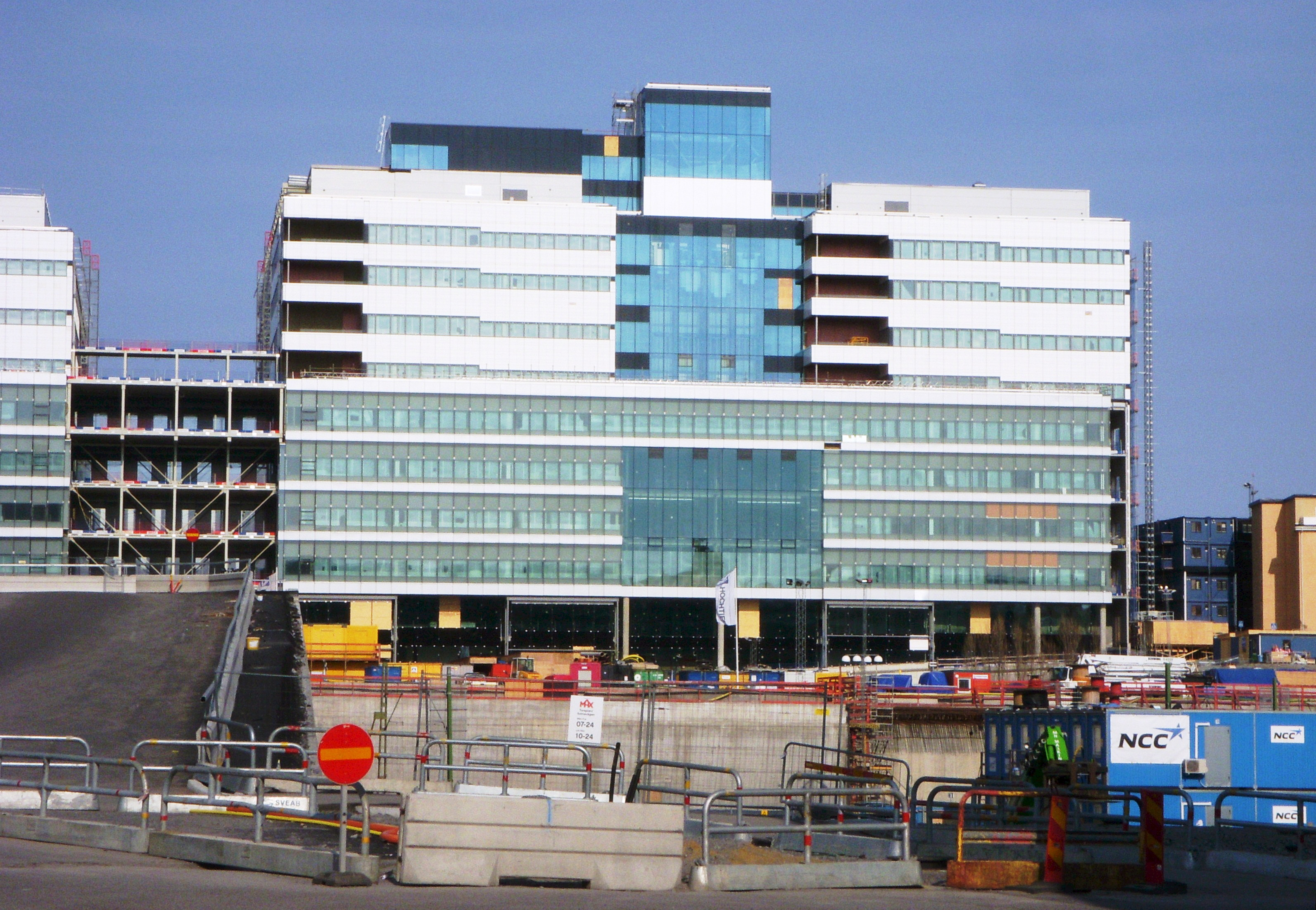
Bygget i mars 2014

Sjukhuset färdigbyggt
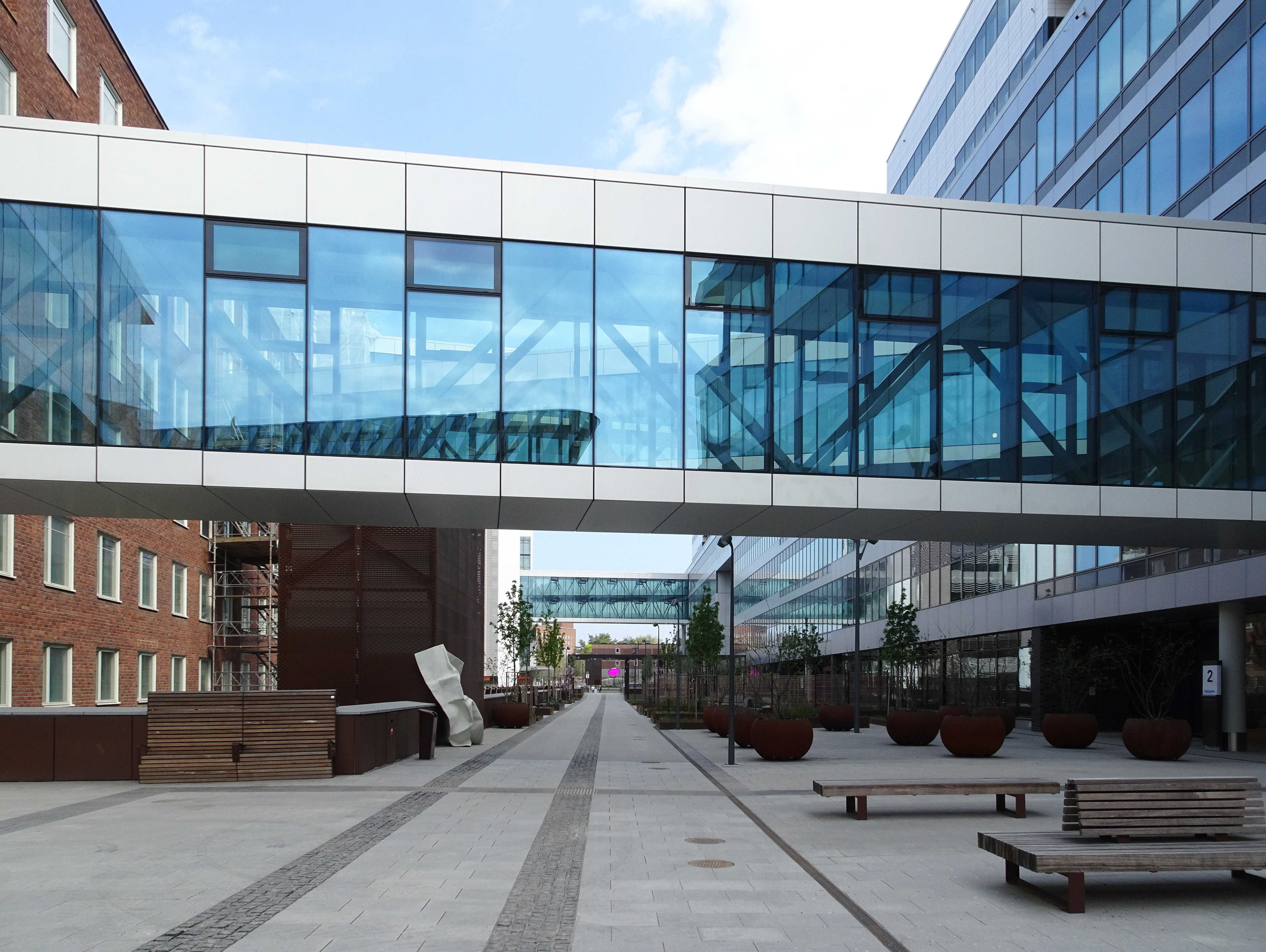
Akademiska Stråket österut.
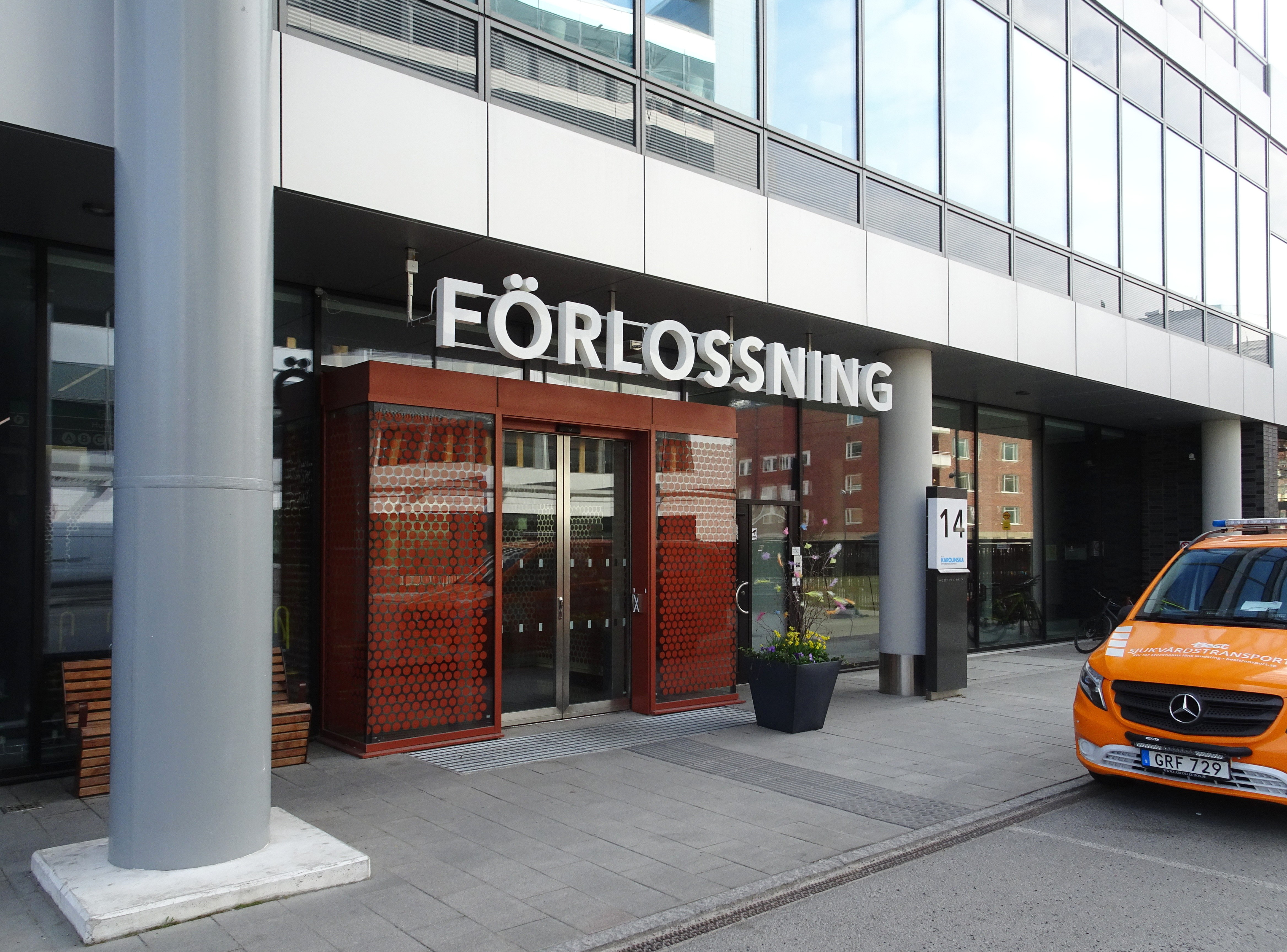
Entrén till förlossningen.
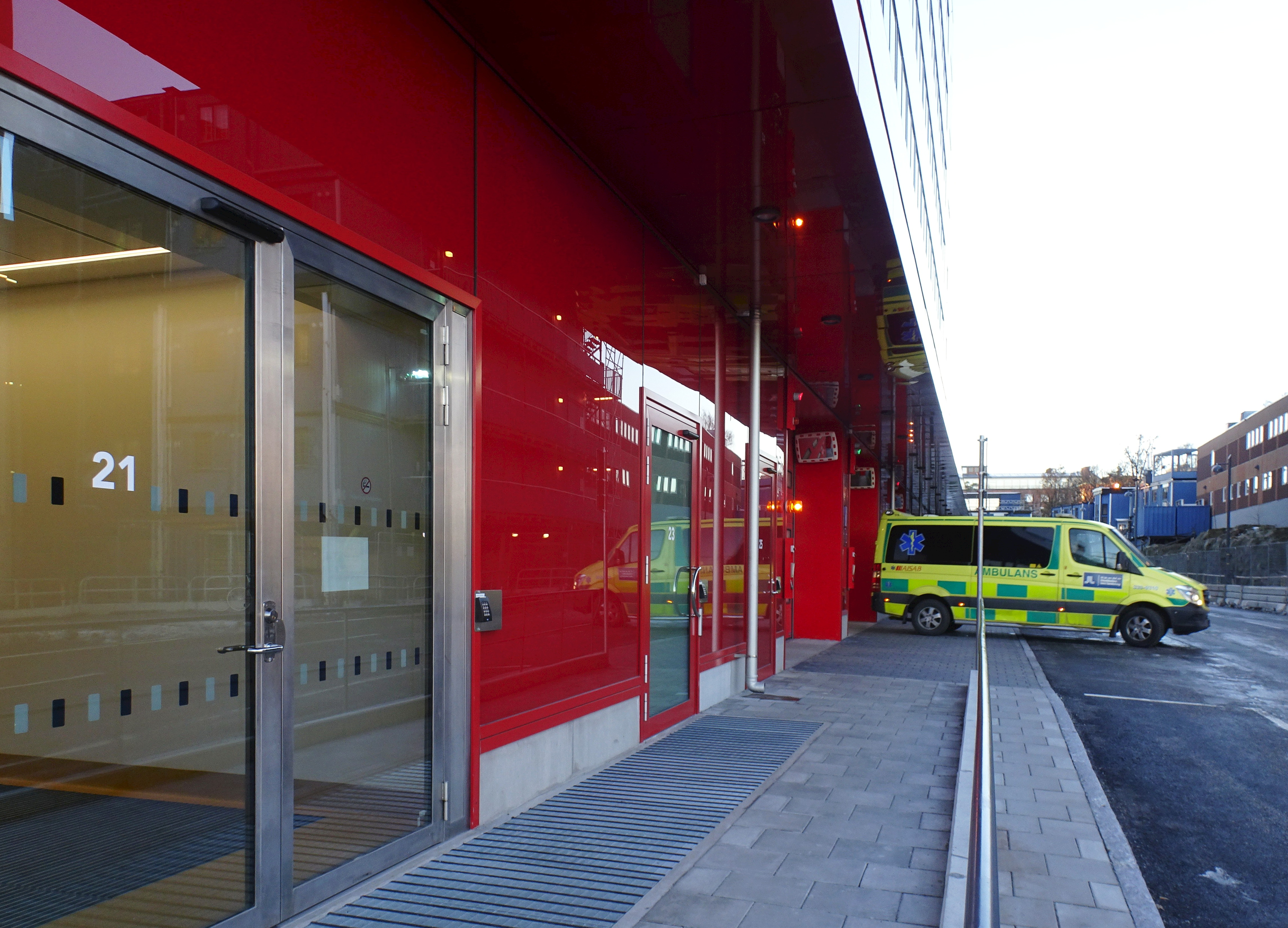
Entrén till barnakuten.
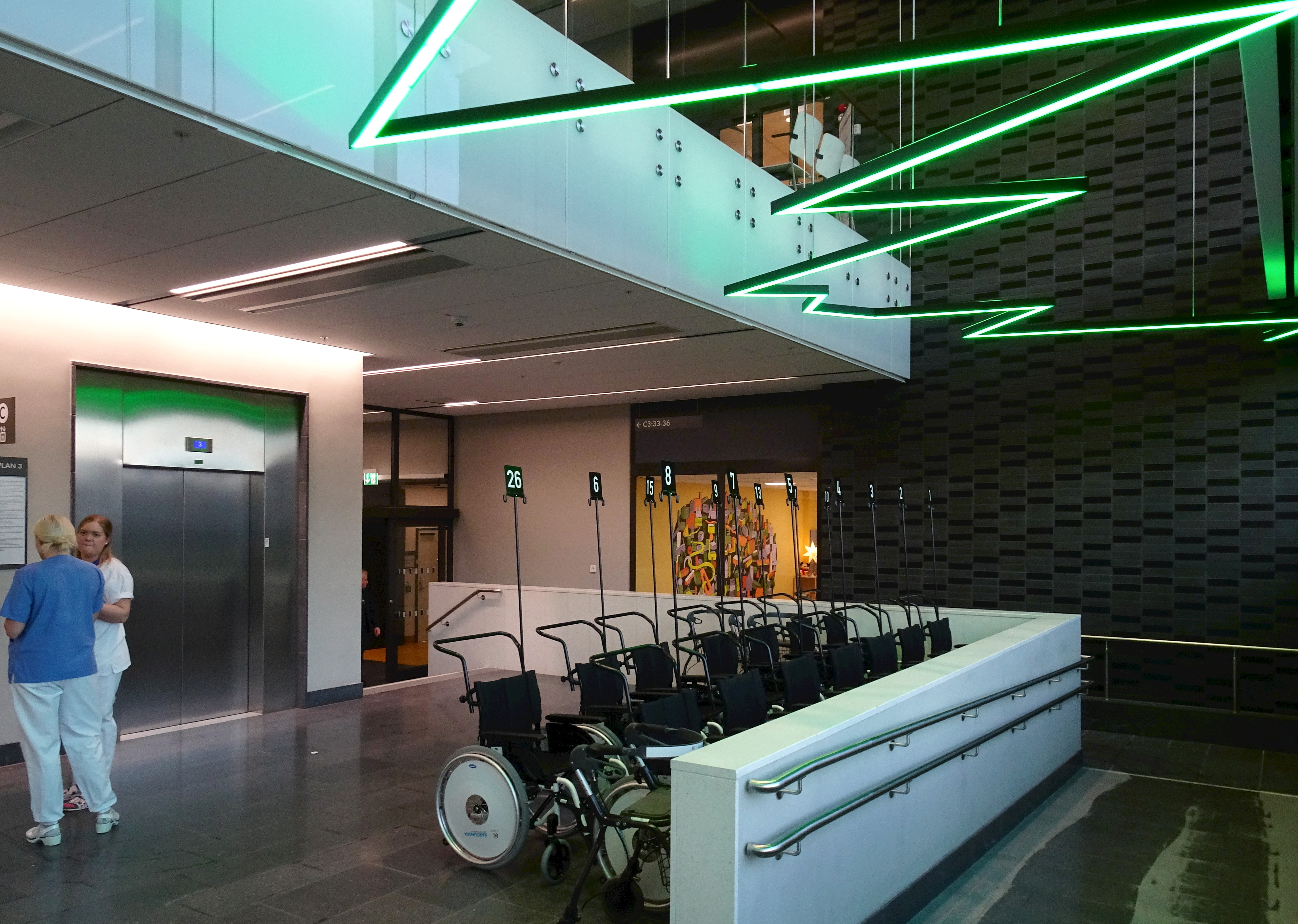
Entréhallen vid Eugeniavägen.
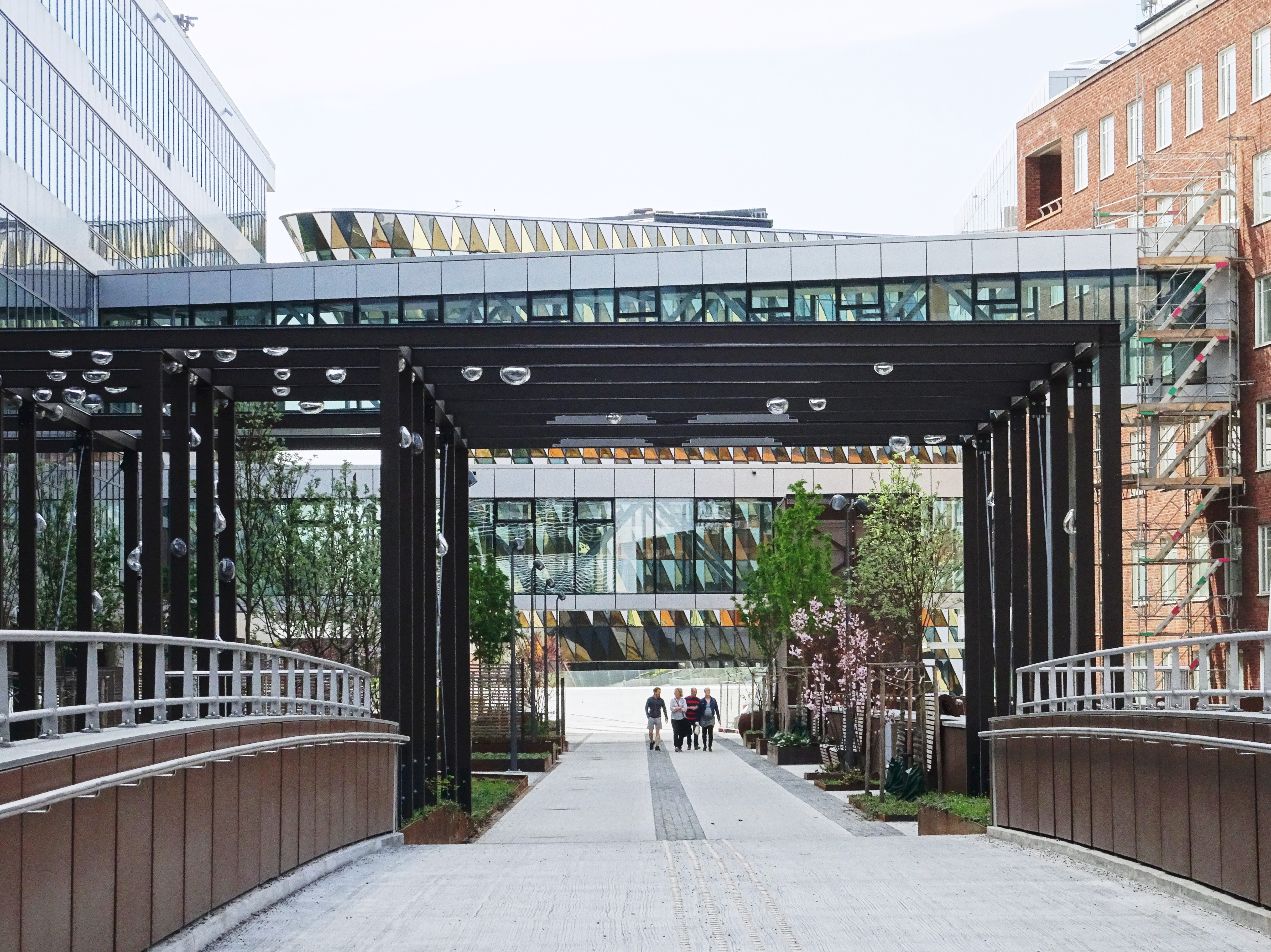
Akademiska Stråket västerut.